# Ophioplinthaca amezianeae
Ophioplinthaca amezianeae är en ormstjärneart som beskrevs av Colonel O'Hara och Sabine Stöhr 2006.
Ophioplinthaca amezianeae ingår i släktet Ophioplinthaca och familjen knotterormstjärnor. Inga underarter finns listade i Catalogue of Life.